# Потеку
Потеку (рум. Potecu) — село у повіті Бузеу в Румунії. Входить до складу комуни Лопетарі.
Село розташоване на відстані 119 км на північ від Бухареста, 42 км на північний захід від Бузеу, 117 км на захід від Галаца, 74 км на схід від Брашова.

## Населення
За даними перепису населення 2002 року у селі проживали 102 особи, усі — румуни. Усі жителі села рідною мовою назвали румунську.